# جنوب أوغدن
جنوب أوغدن (يوتا) (بالإنجليزية: South Ogden, Utah)‏ هي مدينة تقع في الولايات المتحدة في مقاطعة ويبير، يوتا. يقدر عدد سكانها بـ 16,738 نسمة ومساحتها 9.5 كم2 وترتفع عن سطح البحر 1,356 متر.

## التركيبة السكانية
حدّد مكتب تعداد الولايات المتحدة بيانات التركيبة السكانية لجنوب أوغدن في تعداد الولايات المتحدة. في ما يلي، التركيبة السكانية حسب تعدادي 2000 و2010.

### تعداد عام 2000
بلغ عدد سكان جنوب أوغدن 14,377 نسمة بحسب تعداد عام 2000، وبلغ عدد الأسر 5,193 أسرة وعدد العائلات 3,876 عائلة مقيمة في المدينة. في حين سجلت الكثافة السكانية 1,423.5 نسمة لكل كيلومتر مربع (3,686.8/ميل2). وبلغ عدد الوحدات السكنية 5,459 وحدة بمتوسط كثافة قدره 540.5 لكل كيلومتر مربع (1,399.9/ميل2).
وتوزع التركيب العرقي للمدينة بنسبة 91.51% من البيض و0.74% من الأمريكيين الأفارقة و0.70% من الأمريكيين الأصليين و1.45% من الأمريكيين ذوي الأصول الآسيوية و0.27% من سكان جزر المحيط الهادئ و3.18% من الأعراق الأخرى و2.15% من عرقين مختلطين أو أكثر و7.35% من الهسبانيون أو اللاتينيون من أي عرق.
بلغ عدد الأسر 5,193 أسرة كانت نسبة 37.5% منها لديها أطفال تحت سن الثامنة عشر تعيش معهم، وبلغت نسبة الأزواج القاطنين مع بعضهم البعض 59.9% من أصل المجموع الكلي للأسر، ونسبة 10.8% من الأسر كان لديها معيلات من الإناث دون وجود شريك،  بينما كانت نسبة 4% من الأسر لديها معيلون من الذكور دون وجود شريكة وكانت نسبة 25.4% من غير العائلات. تألفت نسبة 20.9% من أصل جميع الأسر من عدة أفراد يعيشون في نفس المنزل ونسبة 9.6% كانت تتألف من شخص يعيش بمفرده يبلغ من العمر 65 عاماً أو أكثر. وبلغ متوسط حجم الأسرة المعيشية 2.73، أما متوسط حجم العائلات فبلغ 3.18.
بلغ العمر الوسطي للسكان 33.7 عاماً. وكانت نسبة 27.3% من القاطنين تحت سن الثامنة عشر، وكانت نسبة 11.7% بين الثامنة عشر والرابعة والعشرين عاماً، ونسبة 25.2% كانت واقعةً في الفئة العمرية ما بين الخامسة والعشرين والرابعة والأربعين عاماً، ونسبة 19.9% كانت ما بين الخامسة والأربعين والرابعة والستين، ونسبة 14.7% كانت ضمن فئة الخامسة والستين عاماً فما فوق. يوجد لكل 100 أنثى 98.0 ذكر، ويوجد لكل 100 أنثى في الثامنة عشر من عمرها فما فوق 94.7 ذكر.
بلغ متوسط دخل الأسرة في المدينة 46,794 دولارًا، أما متوسط دخل العائلة فبلغ 52,471 دولارًا. وكان متوسط دخل الذكور 40,611 دولارًا مقابل 25,856 دولارًا للإناث. وسجل دخل الفرد الخاص بالمدينة 20,662 دولارًا. وكانت نسبة 3.1% من العائلات ونسبة 5.2% من السكان تحت خط الفقر، وكان من هؤلاء نسبة 6.5% تحت سن الثامنة عشر ونسبة 2.8% في الخامسة والستين من العمر وما فوق.

### تعداد عام 2010
بلغ عدد سكان جنوب أوغدن 16,532 نسمة بحسب تعداد عام 2010، وبلغ عدد الأسر 6,204 أسرة وعدد العائلات 4,321 عائلة مقيمة في المدينة. في حين سجلت الكثافة السكانية 1,636.8 نسمة لكل كيلومتر مربع (4,239.3/ميل2). وبلغ عدد الوحدات السكنية 6,631 وحدة بمتوسط كثافة قدره 656.5 لكل كيلومتر مربع (1,700.3/ميل2).
وتوزع التركيب العرقي للمدينة بنسبة 87.48% من البيض و1.43% من الأمريكيين الأفارقة و0.56% من الأمريكيين الأصليين و1.34% من الأمريكيين ذوي الأصول الآسيوية و0.33% من سكان جزر المحيط الهادئ و5.61% من الأعراق الأخرى و3.24% من عرقين مختلطين أو أكثر و12.84% من الهسبانيون أو اللاتينيون من أي عرق.
بلغ عدد الأسر 6,204 أسرة كانت نسبة 35.2% منها لديها أطفال تحت سن الثامنة عشر تعيش معهم، وبلغت نسبة الأزواج القاطنين مع بعضهم البعض 53.4% من أصل المجموع الكلي للأسر، ونسبة 11.2% من الأسر كان لديها معيلات من الإناث دون وجود شريك،  بينما كانت نسبة 5.1% من الأسر لديها معيلون من الذكور دون وجود شريكة وكانت نسبة 30.4% من غير العائلات. تألفت نسبة 25.5% من أصل جميع الأسر من عدة أفراد يعيشون في نفس المنزل ونسبة 10.6% كانت تتألف من شخص يعيش بمفرده يبلغ من العمر 65 عاماً أو أكثر. وبلغ متوسط حجم الأسرة المعيشية 2.64، أما متوسط حجم العائلات فبلغ 3.17.
بلغ العمر الوسطي للسكان 31.6 عاماً. وكانت نسبة 26.9% من القاطنين تحت سن الثامنة عشر، وكانت نسبة 10.5% بين الثامنة عشر والرابعة والعشرين عاماً، ونسبة 28.1% كانت واقعةً في الفئة العمرية ما بين الخامسة والعشرين والرابعة والأربعين عاماً، ونسبة 20.1% كانت ما بين الخامسة والأربعين والرابعة والستين، ونسبة 14.4% كانت ضمن فئة الخامسة والستين عاماً فما فوق. وتوزع التركيب الجنسي للسكان بنسبة 49% ذكور و51% إناث.